# Elise Estrada
Elise Estrada (Vancouver, Canadá, 30 de julio de 1987) es una cantante y modelo filipina-canadiense de género musical R&B, Pop y Hip hop.

## Biografía
Actualmente reside en Surrey, Columbia Británica, a los 17 años de edad debutó en un concurso de modelaje representando a la ciudad de Vancouver que obtuvo el título de "Princesa 2004" en la competencia conocida como Binibining Pilipinas en el campeonato mundial de Canadá. En su carrera musical en 2004, sacó su primer álbum discográfico de estilo pop con su primer síngle y tema musical titulado "Ixy Nay" con lo cual se hizo conocer por primera vez. En 2006 ha competido en un programa de televisión en Filipinas, en un programa de show conocido como "Pinoy Pop Superstar", que entre las cuatro cantantes salió finalista. En 2007, obtiene los premios de Música organizado por una radioemisora de Vancouver para la difusión de una de sus canciones, así también contando con el apoyo del sello discográfico de RockSTAR Music Corporation. Más adelante se introduce en los premios Grammy, junto a Orlando Calzada, un famoso mezclador que produjo para la película Winning así también como hizo una mezcla musical para las cantantes Destiny's Child y Jennifer López. En 2007 su tema musical "insaciable", logró ingresar en el puesto número 44 de la lista de las 100 mejores canciones de los Hot Canadiense. Además es hermana de Emmalyn Estrada, quien es también mezcladora y que en 2009 recibió los premios Beat Music.

## Discografía

### Álbumes
| Año  | Álbum             | Detalles del álbum                                                |
| ---- | ----------------- | ----------------------------------------------------------------- |
| 2008 | Elise Estrada     | Sello: RockSTAR, Universal Canada Formato: CD, descarga digital   |
| 2010 | Here Kitty Kittee | Sello: RockSTAR, Universal Canada Formato: CD, descarga digital   |
| 2014 | #ROUND3           | Sello: XOXO, Universal Canada, Viva Formato: CD, descarga digital |

### Sencillos
| Año  | Síngle              | CAN | Álbum         |
| ---- | ------------------- | --- | ------------- |
| 2007 | "Insatiable"        | 44  | Elise Estrada |
| 2007 | "Ix Nay"            | —   | Elise Estrada |
| 2007 | "Unlove You"        | 11  | Elise Estrada |
| 2008 | "These Three Words" | 91  | Elise Estrada |
| 2008 | "Crash and Burn"    | 66  | Elise Estrada |
| 2009 | "Poison"            | 61  | Elise Estrada |
| 2009 | "One Last Time"     | —   | Elise Estrada |